# Sigfrid Edström

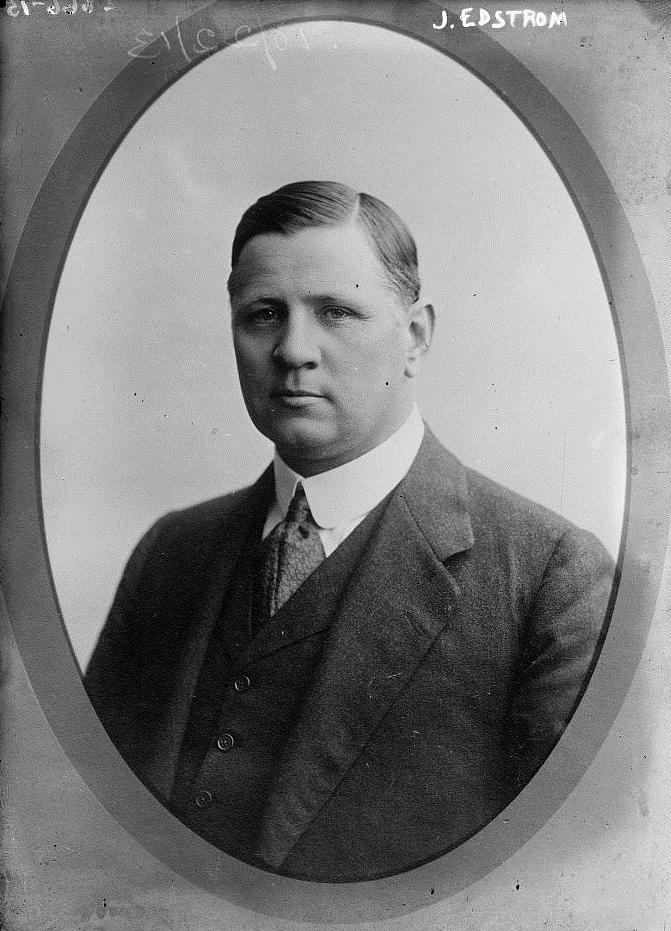
Sigfrid Edström ca. 1910–1915

Johannes Sigfrid Edström (* 21. November 1870 in Morlanda; † 18. März 1964 in Stockholm) war ein schwedischer Unternehmer und Sportfunktionär. Von 1912 bis 1946 war er der erste Präsident des Weltleichtathletikverbandes IAAF und von 1946 bis 1952 der vierte Präsident des Internationalen Olympischen Komitees.

## Leben
Edström besuchte zunächst die Technische Hochschule Chalmers in Göteborg und studierte später an der ETH Zürich und in den USA. In seiner Jugend galt Edström als exzellenter Sprinter, seine Zeit über 100 Meter lag unter 11 Sekunden.
1903 übernahm Edström einen Direktorenposten beim schwedischen Elektrotechnikkonzern ASEA und war zwischen 1934 und 1939 Vorstandsvorsitzender des Konzerns.
Nebenbei engagierte sich Edström auch als Sportfunktionär. 1912 übernahm er Aufgaben bei der Organisation der Olympischen Spiele in  Stockholm. Am Rande der Veranstaltung wurde der Internationale Leichtathletikverband (IAAF) gegründet. Edström wurde zu dessen erstem Präsidenten gewählt und behielt das Amt bis 1946.
1920 wurde Edström Mitglied des Internationalen Olympischen Komitees (IOC). Nach einer Position im Exekutivkomitee wurde er 1931 zum Vizepräsidenten gewählt. In der Auseinandersetzung um die Olympischen Spiele 1936, die Nazi-Spiele, stand Edström auf der Seite seiner Freunde  Karl Ritter von Halt und Avery Brundage, die, faschistisch geprägt, die Position der Nationalsozialisten durch entsprechende Stellungnahmen im Ausland unterstützten. Erst nach dem Tod des IOC-Präsidenten Henri de Baillet-Latour am 6. Januar 1942 übernahm Edström kommissarisch bis zum Ende des Zweiten Weltkriegs die Führung des IOC und distanzierte sich von den Nationalsozialisten. Auf der ersten IOC-Session nach Kriegsende wurde Edström per Wahl als IOC-Präsident bestätigt. Edström spielte eine bedeutende Rolle in der Wiederbelebung der olympischen Bewegung nach dem Zweiten Weltkrieg, indem er die Teilnahme der UdSSR begrüßte, hierbei aber deutlich machte, dass erst sein Freund und IOC-Mitglied von Halt aus einem sowjetischen Internierungslager freigelassen werden müsse. 1952 zog er sich aus dem Amt zurück.
Zu seinem Nachfolger wurde Avery Brundage gewählt.